# St. Johannis (Altenmuhr)

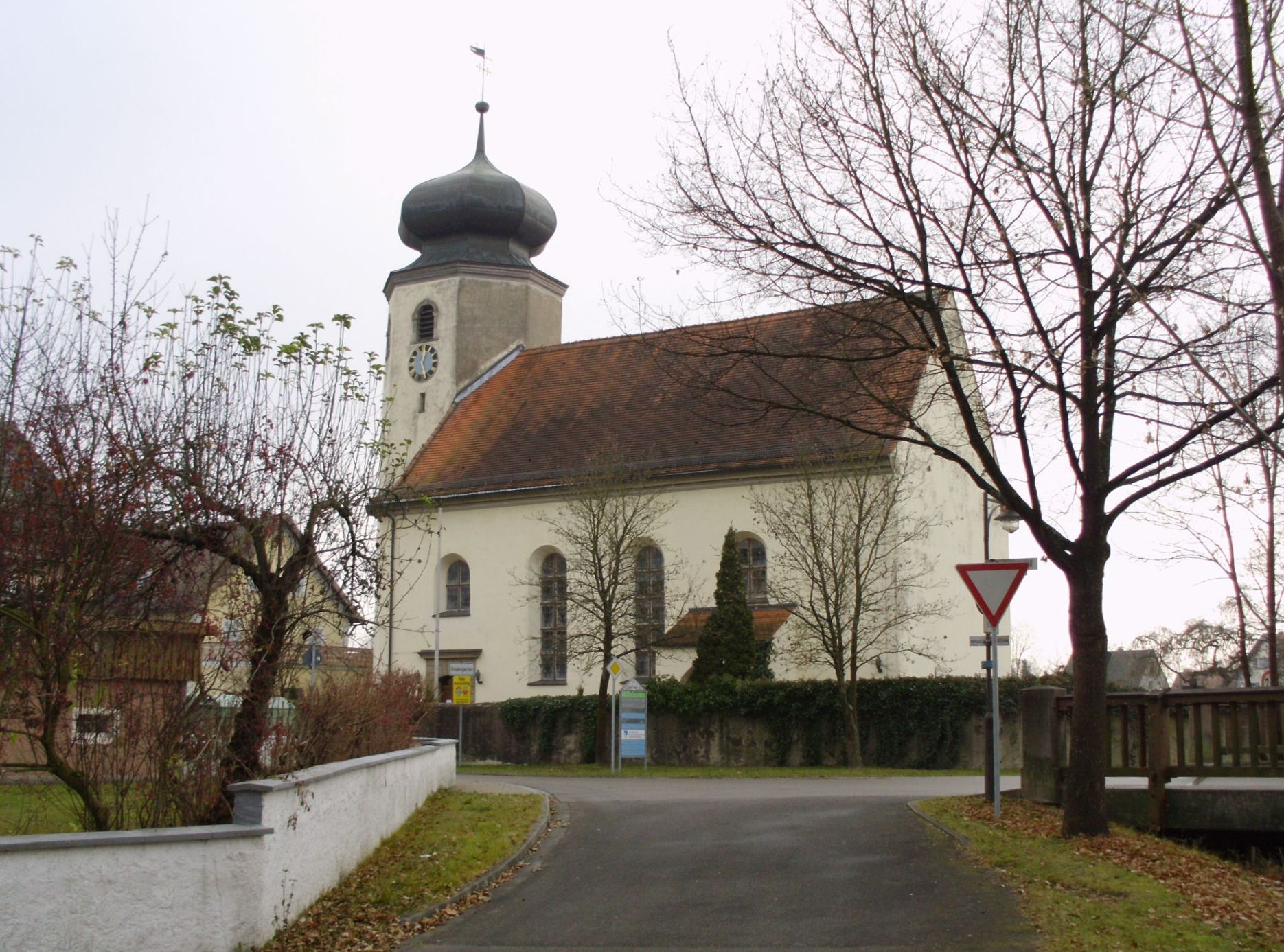
Nordansicht der Kirche, Aufnahme von 2011

Die St.-Johannis-Kirche ist eine evangelisch-lutherische Kirche in Altenmuhr, einem Ortsteil von Muhr am See im mittelfränkischen Landkreis Weißenburg-Gunzenhausen. Die Johannes dem Täufer geweihte Pfarrkirche gehört zum Evangelisch-Lutherischen Dekanat Gunzenhausen und ist unter der Denkmalnummer D-5-77-114-21 als Baudenkmal in die Bayerische Denkmalliste eingetragen. Die untertägigen Bestandteile der Kirche sind zudem als Bodendenkmal ausgewiesen. Die postalische Adresse lautet Kirchenstraße 29.
Die Kirche befindet sich umgeben von einem Friedhof im Ortskern Altenmuhrs auf einer Höhe von 416 Metern über NHN südlich des Schlosses und nahe dem ehemaligen Mittelmuhr. Die im Kern aus dem 13. Jahrhundert stammende Chorturmkirche wurde 1467 spätgotisch erweitert sowie 1723 umgebaut und barockisiert. Der Turm ist seit 1798 mit einer Zwiebelhaube bekrönt. Die Kirchhofmauer stammt aus dem 17. bis 19. Jahrhundert, der Torbogen an der Südseite des Areals aus dem 17. Jahrhundert. Eine Innenrenovierung mit Ersatz der alten Fenster wurde in den Jahren von 1908 bis 1910 vorgenommen; Ende des 20. Jahrhunderts wurde die Kirche außen und innen saniert. Spätgotische Wandmalereien sind im Chor erhalten. Das Chorgestühl stammt aus dem 16. Jahrhundert. Im Altarraum hängt ein barockes Kruzifix, das um 1720 entstanden ist. An den Wänden sind zahlreiche Epitaphien und Grabplatten befestigt, die bis auf die Mitte des 15. Jahrhunderts zurückgehen und zeigen, dass die Kirche als Grabkirche der Herren von Lentersheim diente.